# Anat Gov
Anat Gov (en hebreo [ענת גוב];  Tiberiades, Israel, 13 de diciembre de 1953 – Tel Aviv, Israel, 9 de diciembre de 2012, fue una guionista y dramaturga israelí.

## Biografía
Anat Gov (Anat Miber de soltera) nació en la ciudad Tiberíades. En los primeros años de la década de 1970 hizo el servicio militar en el conjunto artístico de las Fuerzas de Defensa de Israel (Lahakat Ha-Nahal) y en el año 1971 conoció a su futuro marido el actor Gidi Gov.
Gov estudió artes teatrales en la Universidad de Tel Aviv y comenzó su carrera como actriz, pero se retiró después de su primera actuación. 
Escribió varios y muy exitosos programas de televisión, algunos conducidos por su marido, Gidi Gov.
La primera obra que escribió fue Amor mortal, presentada en Jerusalén.
En 1999 presentó en el teatro Cámeri la obra Mejores amigas, se trata de tres amigas de la juventud que se reúnen de nuevo después de varios años. 
Gov continuó escribiendo obras para el teatro Cámeri, sobre todo dramas con un mensaje social, las que tuvieron gran éxito.
Gov dedicó la mayoría de sus obras a las relaciones entre ambos sexos y dentro del mismo sexo (en Mejores amigas analiza la amistad entre mujeres), en Lisistrata 2000 es una adaptación libre de la obra clásica de lucha contra la guerra y feminista "Lisistrata" de Aristófanes en la que las mujeres de Atenas tratan de forzar a los hombres a la paz a través de la huelga de sexo. En Ama de casa se trata de un aviador retirado el que no puede adaptarse a la rutina de la vida familiar. En la obra Dios mío! Gov examinó la relación entre Dios y el hombre según la Biblia. 
En el año 2011 ganó un premio por su obra Final feliz, la que trata del enfrentamiento de la protagonista frente al cáncer, y fue escrito por Gov al enfrentarse ella misma con la enfermedad, sus terapias de tratamiento contra la enfermedad expresadas en la obra, en la que el personaje principal enferma de cáncer, pero se niega a aceptar la quimioterapia y prefiere la calidad de vida sobre la dura y larga lucha con la enfermedad.
En 2012 ganó el premio a las artes otorgado por la municipalidad de Tel Aviv.
Participó con su marido, Gidi Gov, en la escritura de dos canciones.
Gov era conocida por sus ideas políticas de izquierda las que expresó a menudo, sobre todo después del asesinato del primer ministro Isaac Rabin.
Era madre de tres hijos.
Murió el 9 de diciembre de 2012 de cáncer de colon luego de cinco años de haber sido diagnosticado.
A su solicitud fue sepultada en un cementerio civil sin servicio religioso en la localidad de Kfar Saba.

## Obras de teatro
"Amor mortal" , 1992, אהבת מוות

"Mejores amigas", 1999, חברות הכי טובות  Treinta años de amistad entre tres amigas llegan a un final doloroso. Un año más tarde se ven obligadas contra su voluntad a reunirse una noche, en la que toda la amistad pasa delante de sus ojos, con una mirada de ingenio, humor y tristeza, amor, odio, celos, alegrías, satisfacciones y estímulos.
Esta es la historia de tres mujeres que crecen una cerca de la otra, desde la escuela secundaria a la edad adulta, cuando el pasado y el presente se entrelazan y se afectan entre sí, hasta un final sorprendente.

"Lisístrata 2000", ליזיסטרטה 2000  Es la comedia clásica de Aristófanes en una adaptación inesperada. Un grupo de generales es convocado por el comando para actuar en Lisístrata. Tuvieron que actuar como mujeres en la Atenas del siglo V antes de nuestra era, dirigidos por Lisístrata, tienen que desatar una huelga sexual abierta contra sus maridos hasta que se detenga la guerra y hacer la paz 
Los generales no solo se ven obligados a actuar como mujeres sino que tienen que ser antimilitaristas y feministas, y este coro masculino incómodo es dirigido genialmente y con amenazas por una mujer.
Ellos no tienen ninguna idea de teatro o de hacer la paz pero bajo su varita, se encuentran encarnando el papel de mujeres que hacen la huelga sexual y el papel de sus maridos, que rechazan la paz, un viaje teatral que es alcanzar su mayor preocupación y tal vez la mejor esperanza para todos nosotros.

"Ama de casa", 2004, עקר בית  Un piloto de alto nivel después de retirarse del servicio revela que la vida en la tierra es mucho más difícil y compleja que en el cielo como aviador. Su nueva presencia permanente en su casa complica y perturba la rutina de todos los días y tiene una serie de enfrentamientos con su esposa e hijas. Para su sorpresa, encuentra herramientas para lidiar con los problemas cotidianos. Sus intentos por conquistar y controlar su casa se frustran y cuando siente que el suelo bajo sus pies se desliza, elige una vía no convencional, sorprendiendo a todos a su alrededor la que cambia el equilibrio de poder en la familia.

"Familia cálida" , 2009 ,  משפחה חמה 
La rutinaria cena los días viernes en la casa de la abuela Malka (Reina en hebreo) se convierte en un campo de batalla, cuando una de las chicas de la familia les anuncia que este año no estará presente en la cena de Pesaj (el Seder, en hebreo). La presunta paz hogareña se rompe en un instante y la abuela Malka –de quien se dice en la obra que para mantener la integridad de la familia está dispuesta aun a matar  - lleva adelante todos los medios legítimos y también los ilegítimos para anular esta situación.
Esta obra analiza la presión familiar en Israel y plantea preguntas sobre el amor, el deber, la esclavitud y la libertad.

"Oh, Dios mío!" ,2011 , אוי, אלוהים! Ella, psicóloga sobre los 40, madre soltera de un joven autista, especializada en niños, recibe una misteriosa llamada telefónica de un nuevo y desesperado paciente que insiste en que lo atienda urgentemente.
El paciente solo le da la primera letra de su nombre, y ella imagina que se trata de un funcionario de alto nivel de las fuerzas de seguridad. Cuando él llega, resulta que este no es otro que Dios. Dios profundamente deprimido, quiere poner fin a su vida. Ela tiene solo una hora para cambiar su opinión y salvar al mundo. Con una mirada cómica mordaz, la obra analiza la imagen de Dios según el Tanaj o Antiguo testamento, y su relación inconstante con el pueblo.

"Final feliz" , 2011 , סוף טוב
Fantasía musical sobre un tema que no se habla de él… "¿Ser o no ser?, esa no es la pregunta". La pregunta es: ¿cómo ser?.
A la unidad oncológica llega un nuevo paciente para el tratamiento diario, actriz de teatro en los fines de sus 40, para iniciar el tratamiento a fin de prolongar su vida. El encuentro con las enfermas más antiguas de la unidad y la comprensión de lo que le espera más adelante, le hace repensar la forma en como poner fin a su vida. Llega a decisiones sorprendentes, las que sacuden al sistema, los que no saben cómo lidiar con ella.

## Obras de teatro presentadas fuera de Israel
Su obra Dios mio fue presentada en Buenos Aires en 2010 y 2011 en el Auditorio Ben Amí protagonizada por Silvia Franc y Eduardo Wigutow dirigida por Juan Freund y en 2013 en el Multiteatro protagonizada por Juan Leyrado y Thelma Biral, dirigida por Lía Jelín en versión de Jorge Schussheim.

## Premios
En el año 2011 ganó el Premio Nisim Aloni por su obra "Final feliz". Según los miembros del jurado: "es una obra divertida por su forma y muy ingeniosa, a la par del humor macabro en ella, y la revelación de la heroína contra el deterioro de su salud física y mental y la anulación de su identidad, de su fuerza y grandeza como persona. Para nosotros esta obra es la coronación de la producción teatral de Anat Gov" (Traducido del hebreo del sitio Walla 27/12/2012) http://e.walla.co.il/?w=/6/1888952
En 2012 ganó el Premio Rosenblum de las artes teatrales otorgado por la municipalidad de Tel Aviv